# NS série 1300
Ne doit pas être confondu avec NS série 1300 (vapeur).
La série 1300, (en néerlandais : reeks 1300), est une série de quinze locomotives électriques utilisées par Nederlandse Spoorwegen (NS), l'opérateur historique des chemins de fer des Pays-Bas.
Dérivées des CC 7100 française, les quinze locomotives (dix puis cinq) sont mises en service en 1952 puis en 1956. Les dernières unités sont retirées des inventaires des NS en 2000.

## Historique

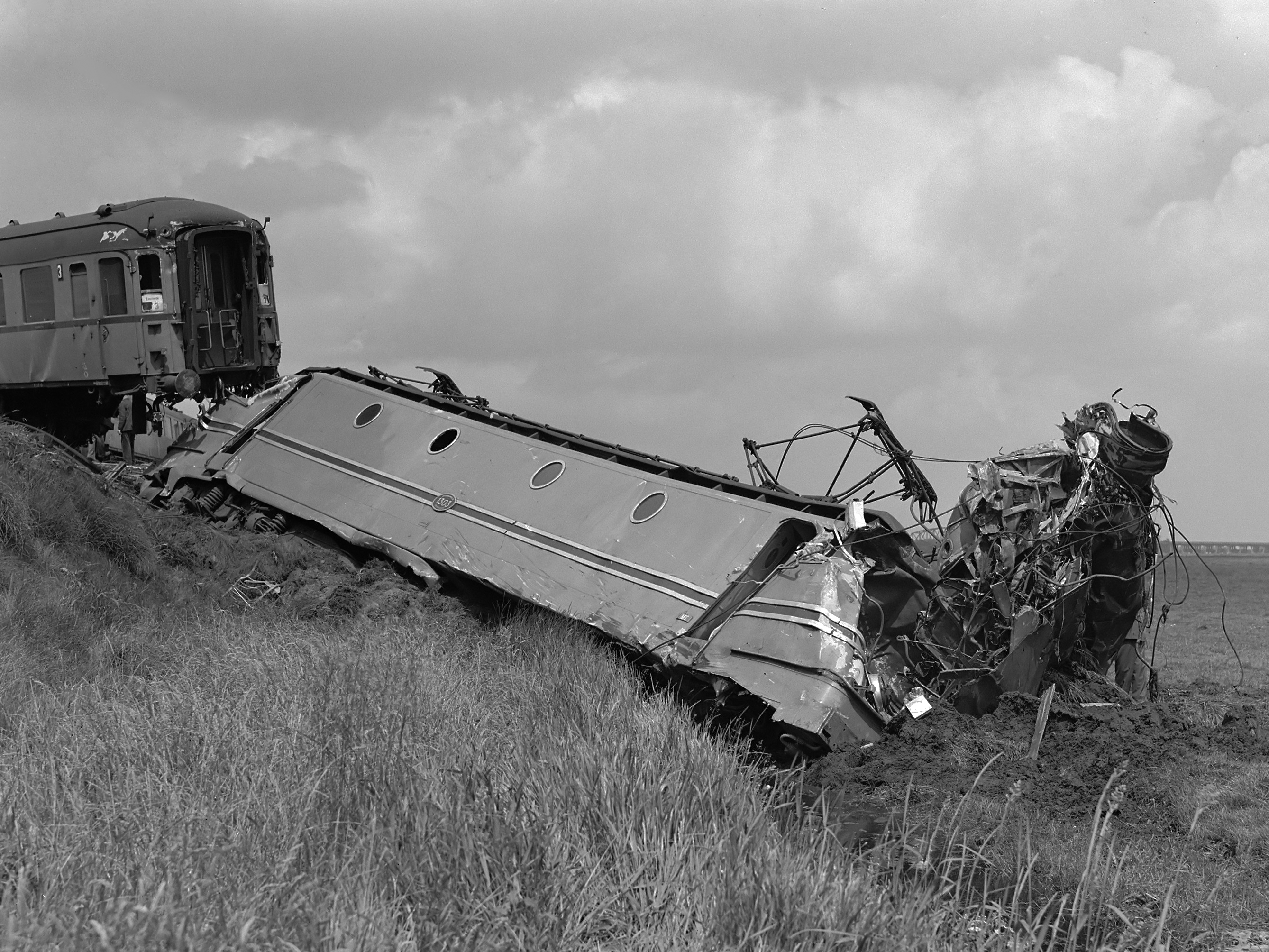
La 1303 accidentée à Weesp.

Dans le cadre du plan de modernisation des chemins de fer adopté après le Seconde Guerre mondiale, les NS passent commande à Alsthom de dix locomotives électriques (1301-1310) dérivées des CC 7100 françaises, mises en concurrence avec vingt-cinq locomotives américaines Baldwin-Westinghouse. Bien que destinées aux trains rapides, ces machines doivent présenter le maximum d'équipements communs avec les NS série 1100 du même constructeur (essieux, transmissions, batteries et contacteurs)  qui assurent un service mixte voyageurs- marchandises et qui sont une évolution des BB 8100 françaises.
Devant les bons résultats obtenus, cinq autres machines identiques (1312-1316) sont commandées mais la 1303 (issue de la première livraison), très gravement accidentée à Weesp le 19 juin 1953, est presque entièrement reconstruite sous la nouvelle immatriculation 1311 : la série, bien que numérotée de 1301 à 1616, n'a jamais comporté plus de quinze unités.

## Caractéristiques

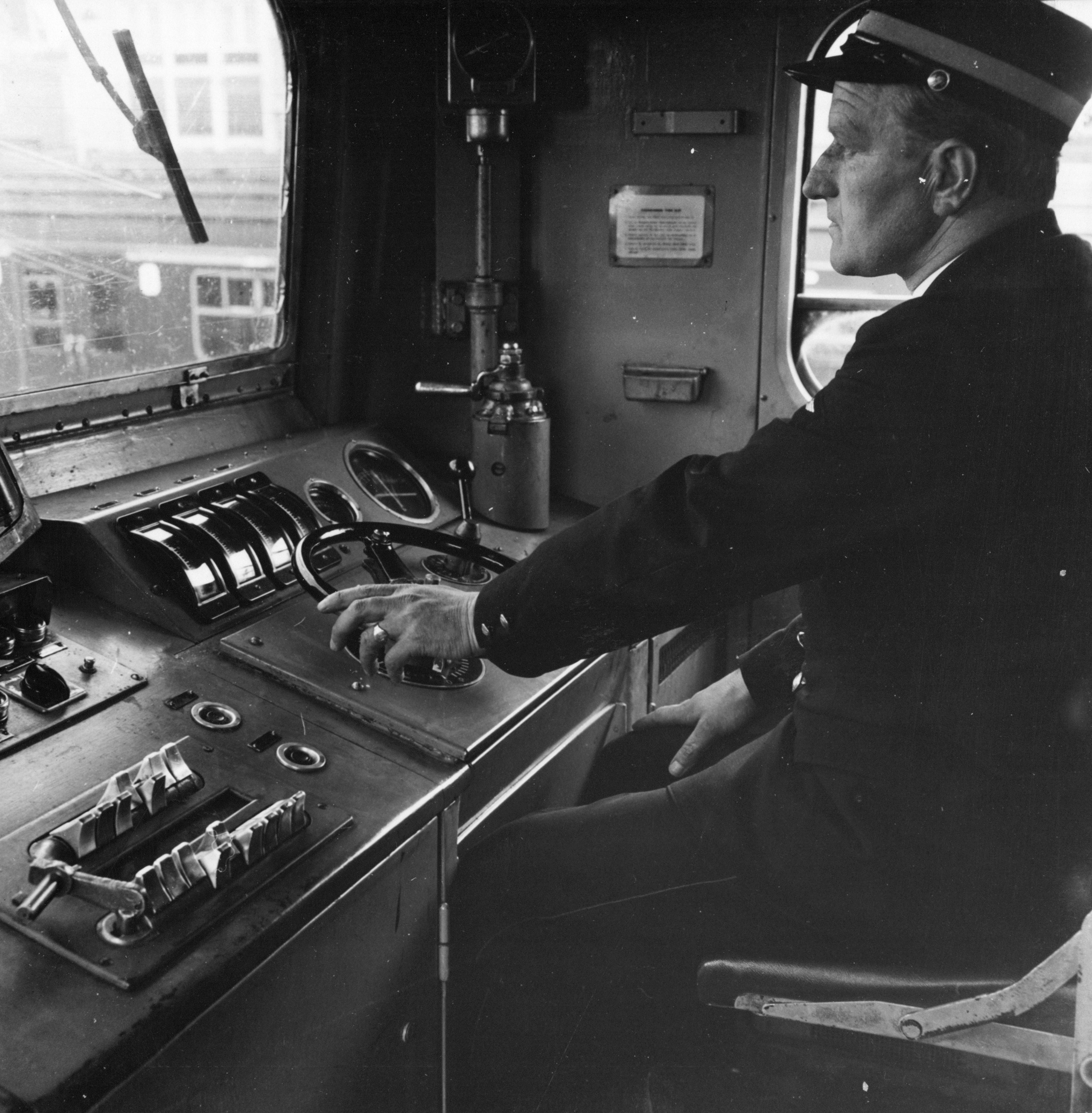
Cabine de conduite d'une 1300 avec le pupitre à droite.

Comme les CC 7100 dont elles reprennent la caisse et l'architecture générale, les locomotives néerlandaises comportent des bogies à trois essieux, avec un moteur par essieu ; ces moteurs Alsthom TA 628 A, identiques à ceux de la seconde sous-série de CC 7100, confèrent aux machines néerlandaises une puissance continue de 2 846 kW. Les machines mesurent 18,952 m de long pour une masse de 111 t ; leur vitesse en service est limitée à 135 km/h. Les trains circulant à droite aux Pays-Bas, le pupitre de conduite est placé de ce côté de la cabine.
Les machines arborent, au moment de leur mise en service, la livrée bleu turquoise pour les premières puis « bleu de Berlin » pour les suivantes, imaginées par Paul Arzens,,, mais elles sont successivement repeintes et gris-bleu foncé et jaune en 1985, puis en jaune avec les encadrements de baies gris au début des années 1990, à l'occasion d'une importante campagne de modernisation. La 1315, en 2020, est restaurée dans sa livrée d'origine par la fondation de sauvegarde du patrimoine ferroviaire Fairtrains après sa réforme tandis que la 1304 reprend les couleurs de l'opérateur HSL Logistik.

Livrées des CC 1300.
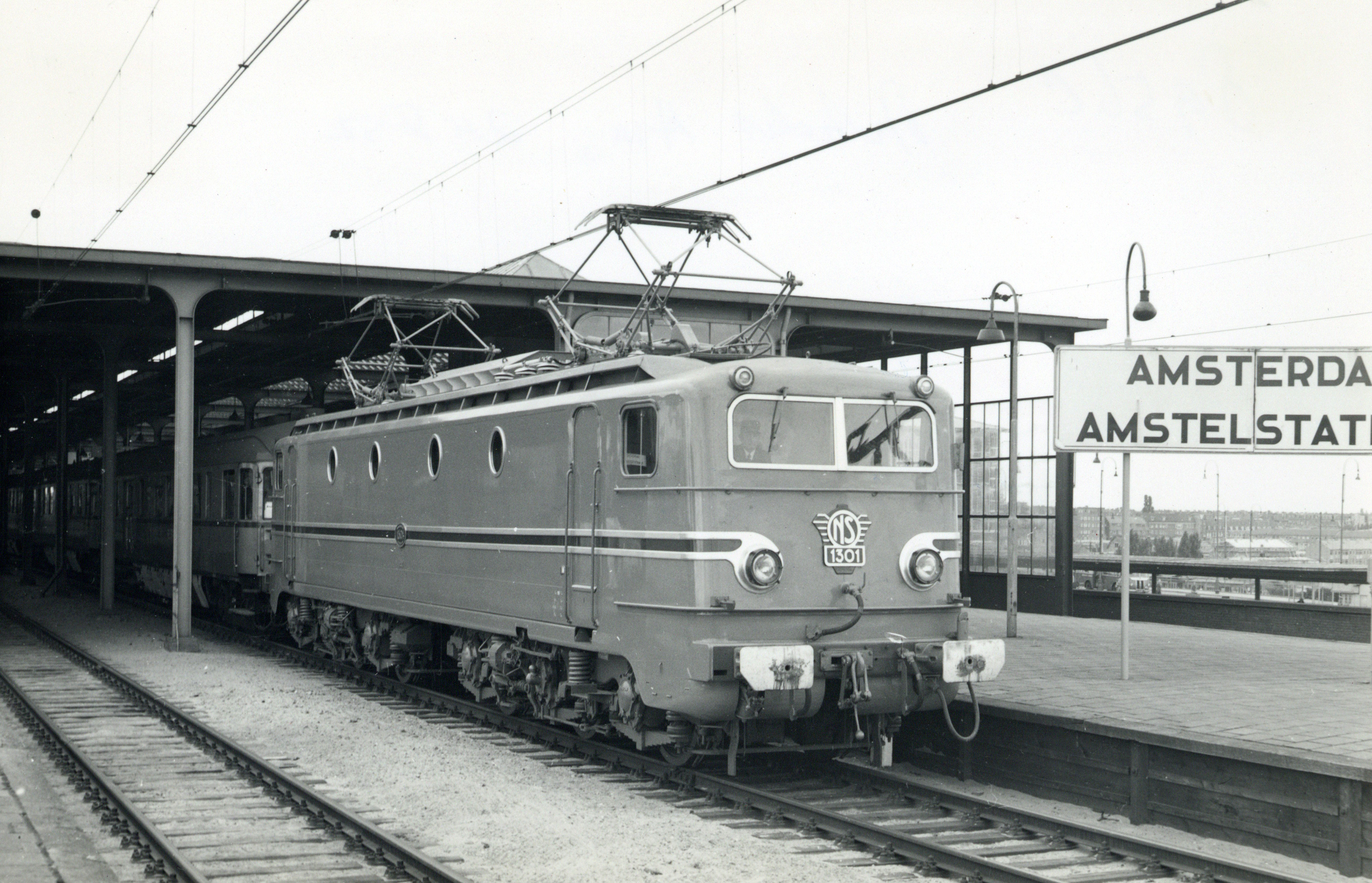
1301 en livrée turquoise d'origine.
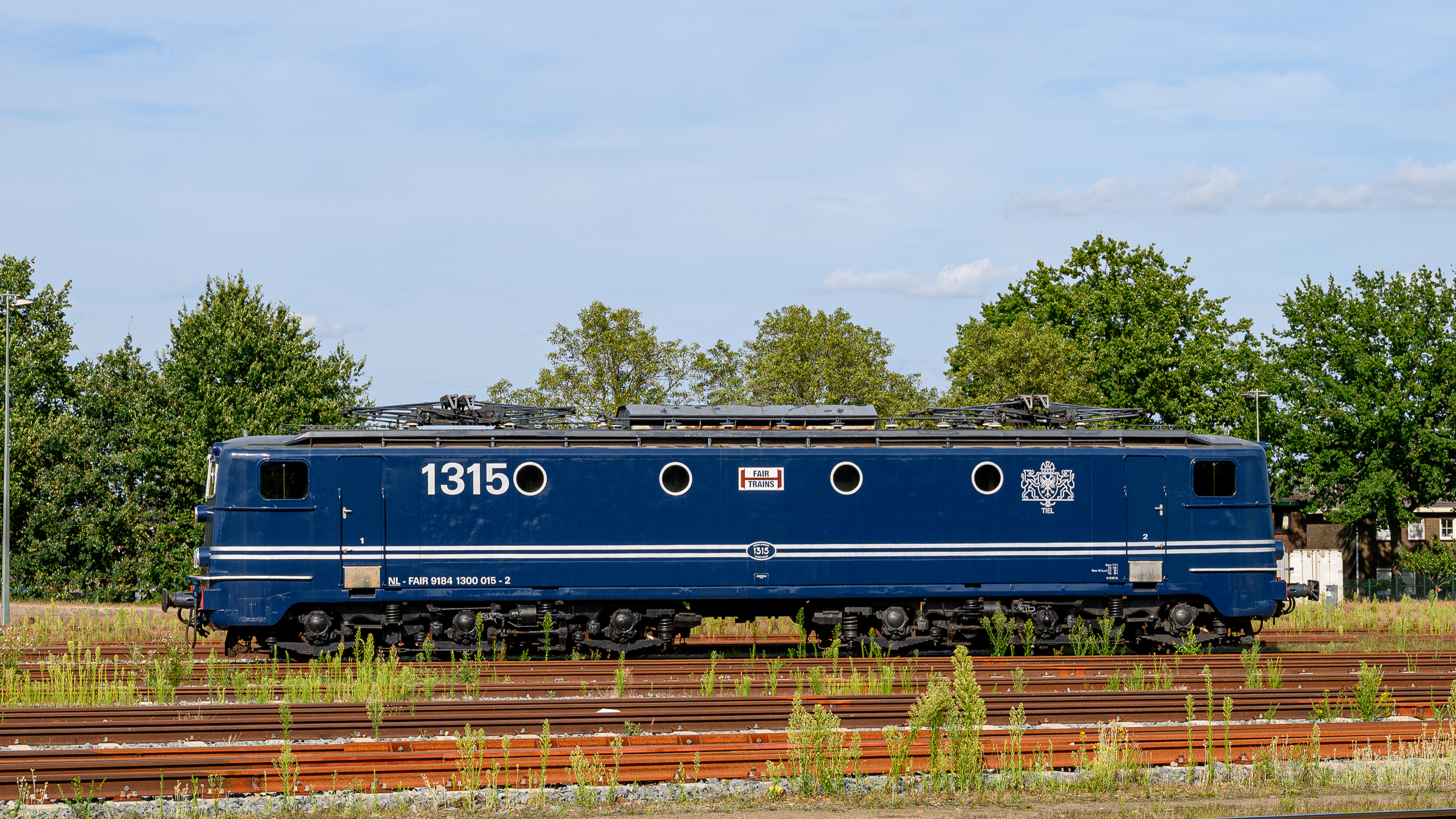
1315 restaurée en livrée bleue.
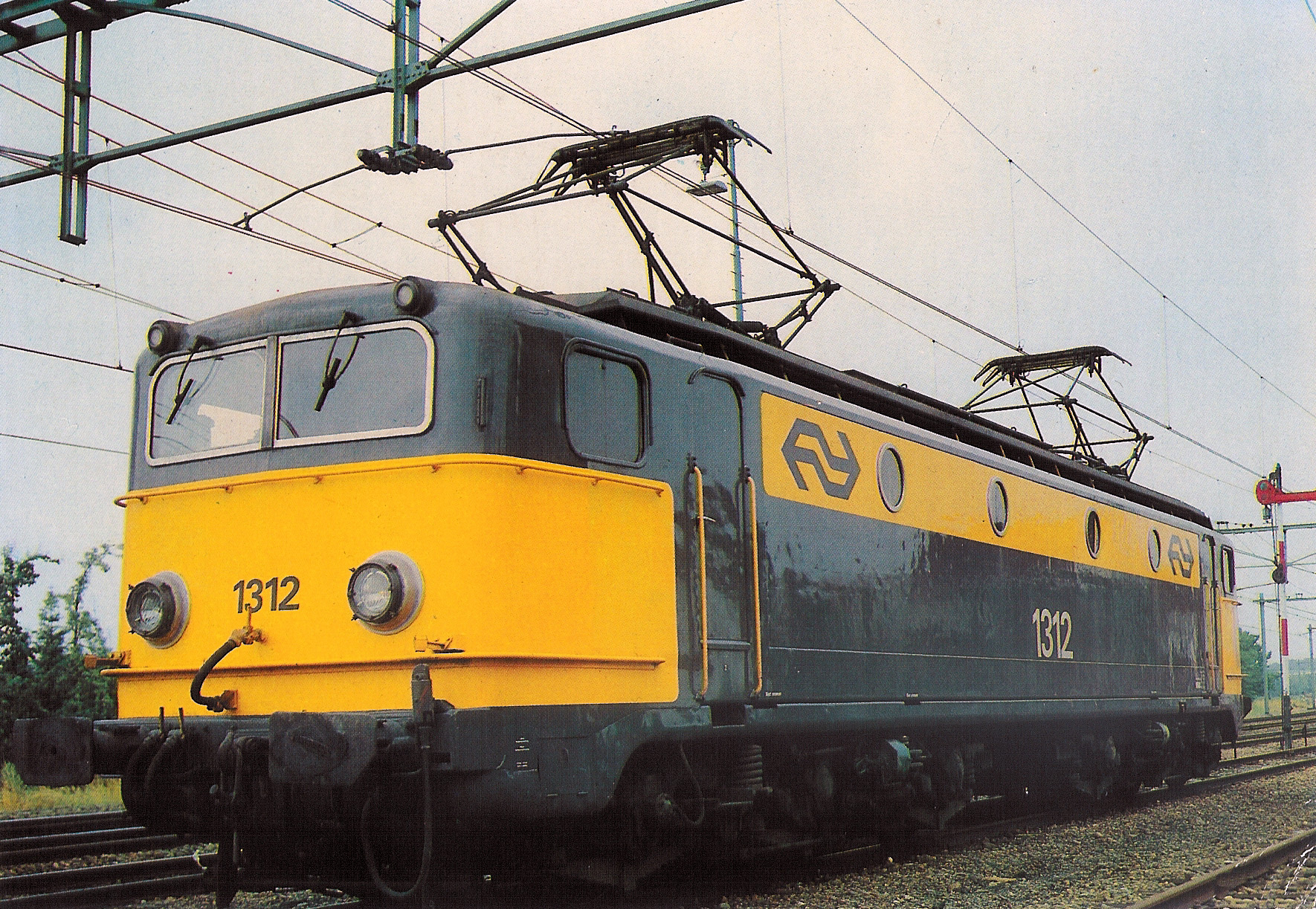
1312 en livrée jaune et gris-bleu.
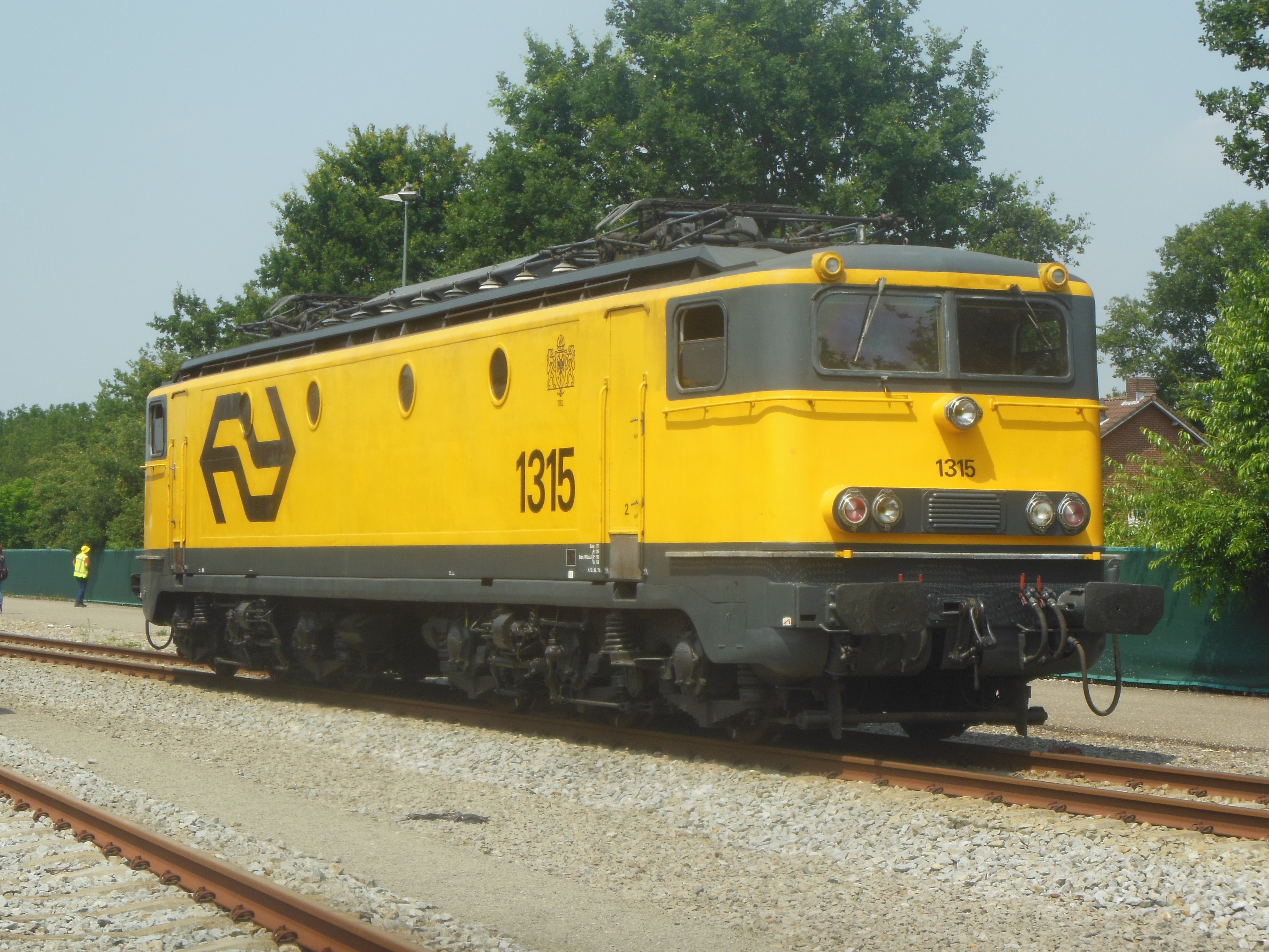
1315 en livrée jaune.
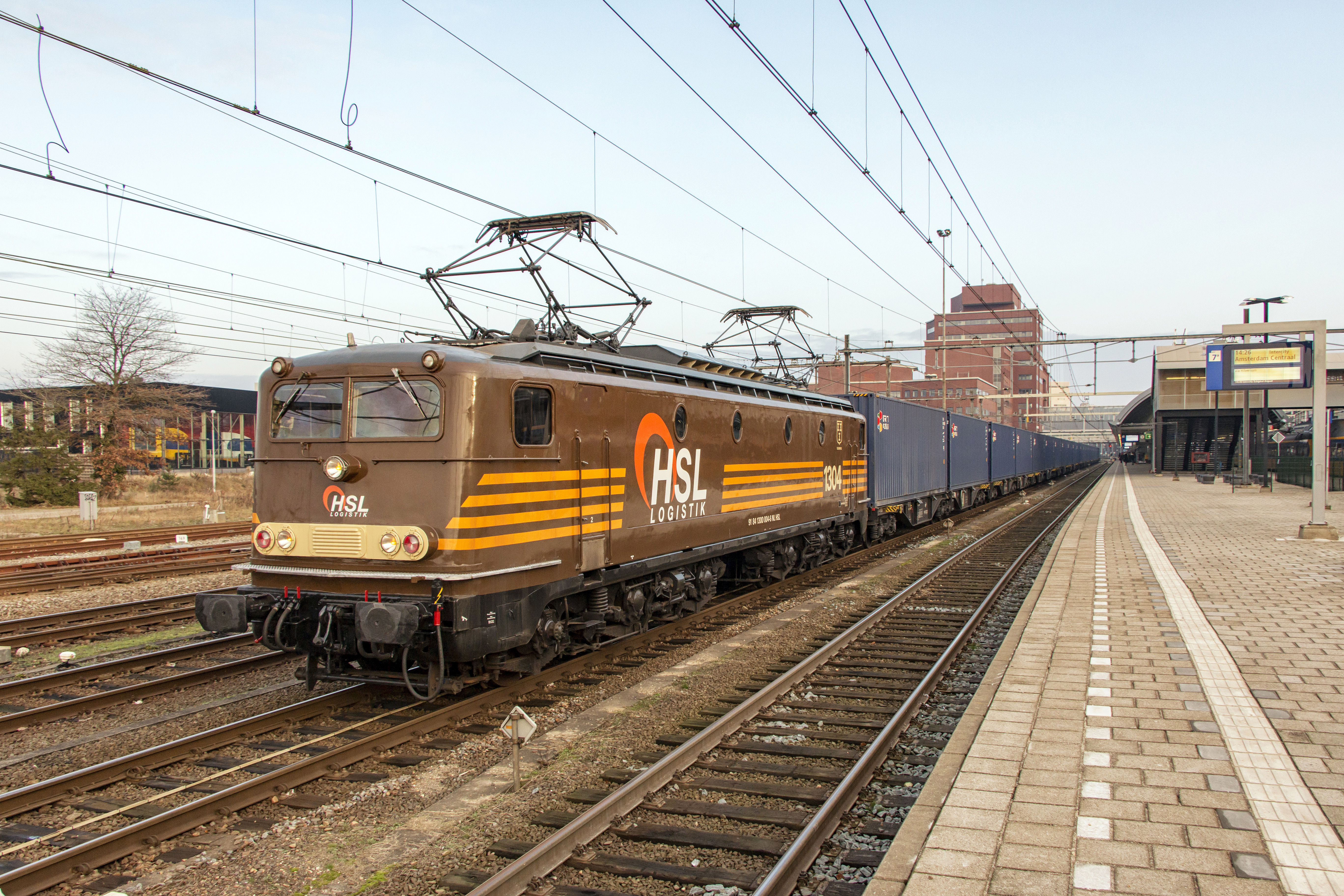
1304 en livrée HSL Logistik.

## Services
Les quinze exemplaires de la série ont été baptisés du nom d'une ville néerlandaise.
| Numéro | Nom                 |  | Numéro | Nom          |
| ------ | ------------------- |  | ------ | ------------ |
| 1301   | Dieren              |  | 1310   | Bussum       |
| 1302   | Woerden             |  | 1311   | Best         |
| 1304   | Culemborg           |  | 1312   | Zoetermeer   |
| 1305   | Alphen aan den Rijn |  | 1313   | Uitgeest     |
| 1306   | Brummen             |  | 1314   | Hoorn        |
| 1307   | Etten-Leur          |  | 1315   | Tiel         |
| 1308   | Nunspeet            |  | 1316   | Geldermalsen |
| 1309   | Susteren            |  |        |              |

Les dernières locomotives de la série sont retirées du service en 2000 et la plupart d'entre elles démolies en 2003-2004.

## Machines préservées

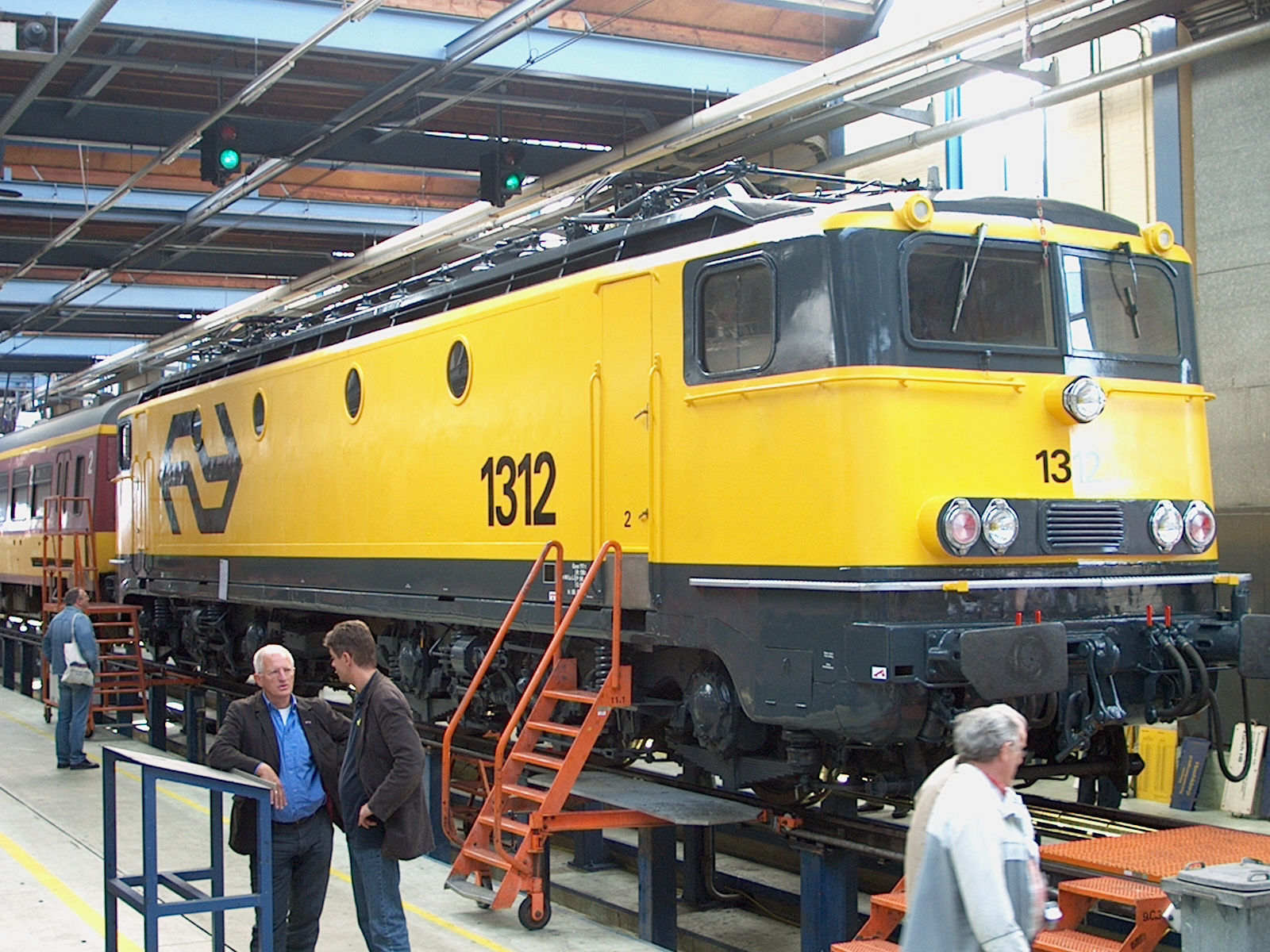
La 1312 au Musée national des chemins de fer néerlandais.

La 1304 est rachetée par une association. Louée à l'oparéteur HHL Logistik en 2015, elle tombe en panne l'année suivante. Réparée en 2018, elle est confiée à la fondation de sauvegarde du patrimoine ferroviaire Fairtrains qui en gère l'exploitation pour le compte de son propriétaire.
La 1312 est préservée en état de fonctionnement au Musée national des chemins de fer néerlandais tandis que la 1302 y figure aussi, mais comme magasin de pièces détachées.
La 1315, au même titre que la 1304, est confiée à Fairtains.

## Modélisme
La NS 1300 a été commercialisée par divers fabricants de modélisme ferroviaire aux échelles N et H0. Rivarossi a fabriqué la 1300 pour les versions à commande analogique à trois rails et à ommande numérique à deux rails en bleu, jaune/gris et jaune, un modèle étant également disponible avec un décodeur sonore. Lima a fabriqué des 1300 en bleu, jaune/gris, jaune et turquoise. Electrotren a fabriqué une 1300 en turquoise, bleu, jaune/gris et jaune. De plus, Jouef disposait d'un modèle simple de 1300 en bleu et plus tard également en jaune/gris, ce qui s'applique également à la marque espagnole Ibertren, dont le capot et les bogies étaient fabriqués d'après un exemplaire espagnol (Renfe 7671). Ibertren a également fabriqué un 1300 à l'échelle N. La marque néerlandaise exclusive Philotrain a fabriqué des modèles artisanaux en laiton turquoise, bleu et jaune, aux échelles HO et 0.
Les locomotives sont reproduites par le modéliste néerlandais Artitec, à l'échelle HO, sous plusieurs numérotations et dans plusieurs livrées.